# FINABEL
FINABEL (абревіатура з назв країн France, Italy, Netherlands, Allemagne (Germany), Belgium and Luxembourg — Франція, Італія, Нідерланди, Німеччина, Бельгія та Люксембург) — організація, що сприяє співпраці та сумісності між національними сухопутними військами держав-членів Європейського Союзу. Заснована в 1953 р., з 2017 року FINABEL має 22 держави-члена.
Основним видом діяльності FINABEL є проведення досліджень, за результатами яких складаються звіти, угоди щодо характеристик військового обладнання, а також конвенції, які стандартизують процедури, методики тестування та глосарії для полегшення обміну між державами-членами. Характерним прикладом є угода FINABEL від 1997 р. щодо методики випробувань пневматичних шин (FINABEL Agreement No. A.20.A (20.A.5) Pneumatic Combat Tyres).

## Структура

### Комітет начальників штабів сухопутних військ/Командуючих сухопутних військ (Army Chiefs of Staff/Land Force Commanders Committee)
Вищий виконавчий орган, збирається один раз на рік, щоб підвести підсумки роботи минулого року і встановити цілі на наступний рік. Головування в комітеті змінюється щорічно.

### Комітет головних воєнних експертів (Principal Military Experts Committee)
Складається в основному з офіцерів, що відповідають за доктрини, планування і дослідження в штаті сухопутних компонент країн-членів FINABEL. Він збирається два рази на рік, щоб проаналізувати директиви начальників штабів і сформулювати їх поновлені версії.

### Постійно діючий секретаріат (Permanent Secretariat)
Розташований в Брюсселі, єдина постійна структура, що вирішує організаційні та адміністративні задачі.

### Робочі групи (Working Groups)
На даний час призупинені.

### Цільові експертні групи (Expert Task Groups)
Спеціальна робоча група експертів з предметних питань, що формується на вимогу держави-члена FINABEL.

## Держави-члени
- Бельгія (1953)
- Франція (1953)
- Італія (1953)
- Нідерланди (1953)
- Люксембург (1953)
- Німеччина (1956)
- Велика Британія (1973)
- Іспанія (1990)
- Португалія (1996)
- Греція (1996)
- Польща (2006)
- Словаччина (2006)
- Кіпр (2008)
- Фінляндія (2008)
- Румунія (2008)
- Мальта (2010)
- Чехія (2012)[3]
- Угорщина (2015)[4]
- Швеція (2015)[4]
- Латвія (2016)
- Словенія (2016)
- Хорватія (2017)

Учасники європейських оборонних організацій

FINABEL має амбіції, щоб усі держави Європейського Союзу стали її членами.